# Naturfenomen

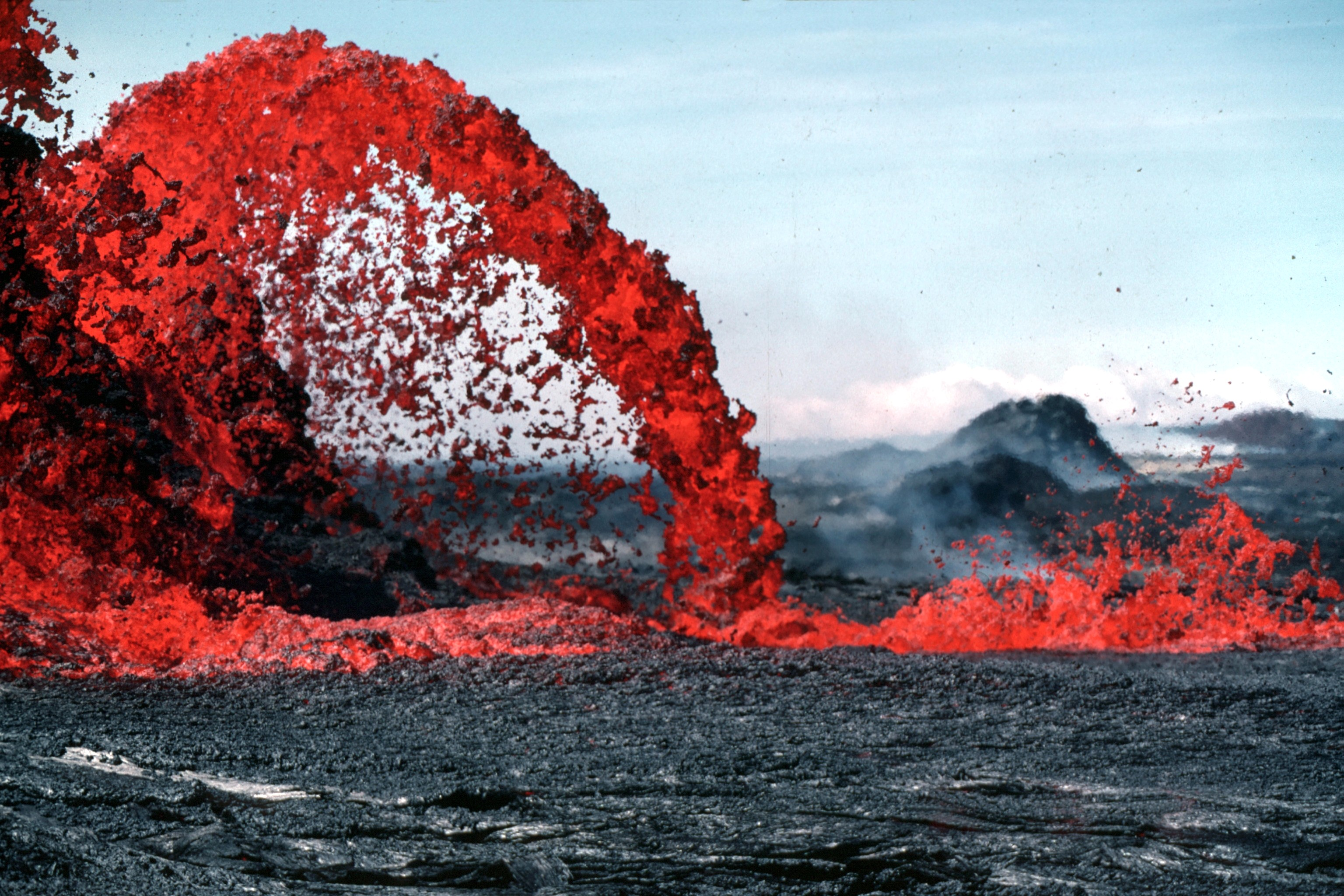
Lavafontän

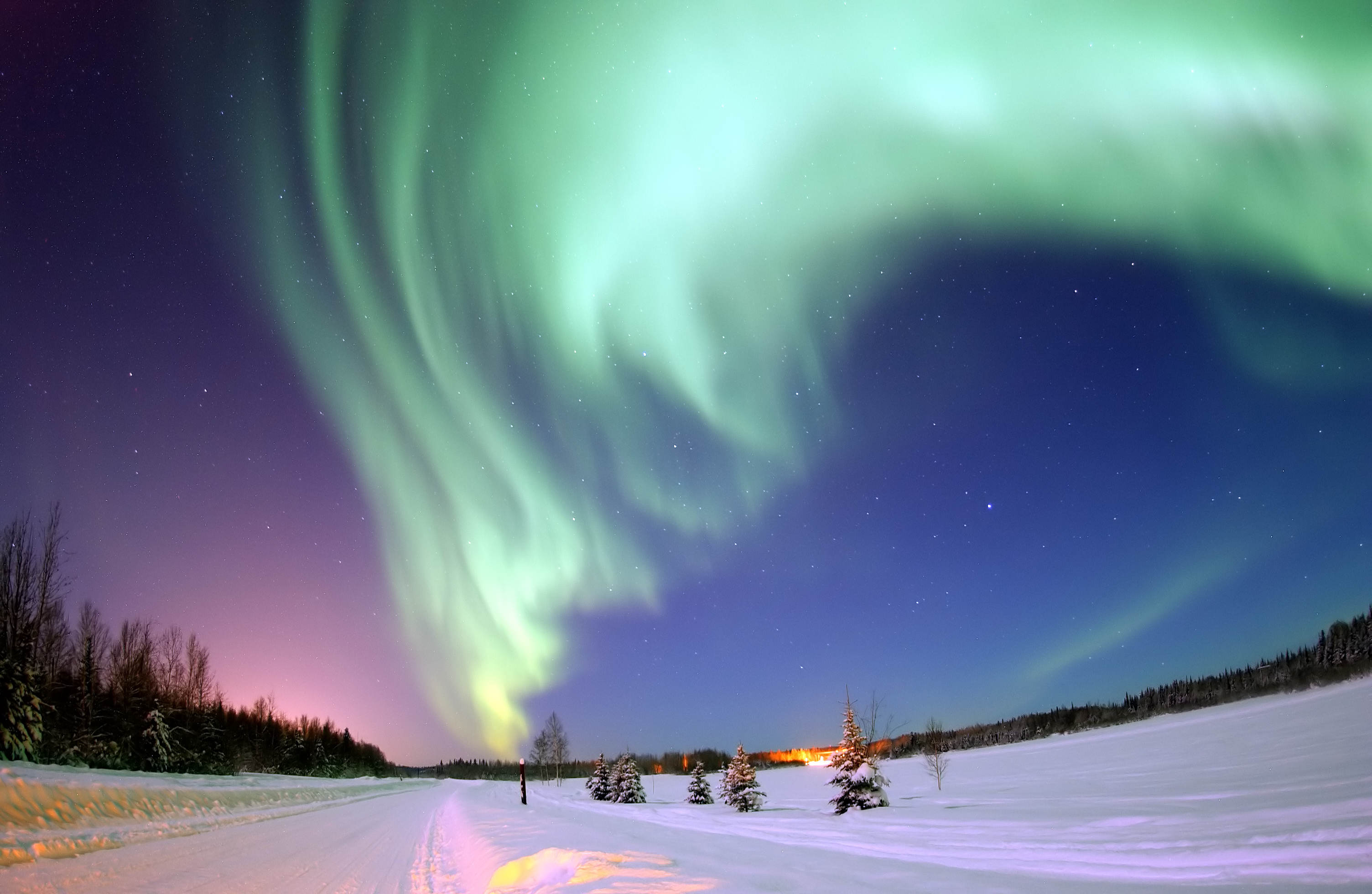
Polarsken

Ett naturfenomen är en företeelse i naturen, ofta av anmärkningsvärd art. Fenomenet är inte förorsakat av människan.
Begreppet används främst om fenomen som väcker uppmärksamhet, det vil säga att de bara förekommer inom begränsade geografiska platser eller inom begränsade tidsintervall.
Naturfenomen kan vara atmosfäriska som polarsken och åska, geologiska som jordbävning och vulkanutbrott, eller biologiska som mareld och gräshoppssvärmar.
Historiskt har människan haft svårt att förstå bakgrunden till naturfenomen, och därför har man ofta använt religiösa förklaringar.
Ordet naturfenomen finns belagt i svensk skrift sedan 1808.

## Galleri

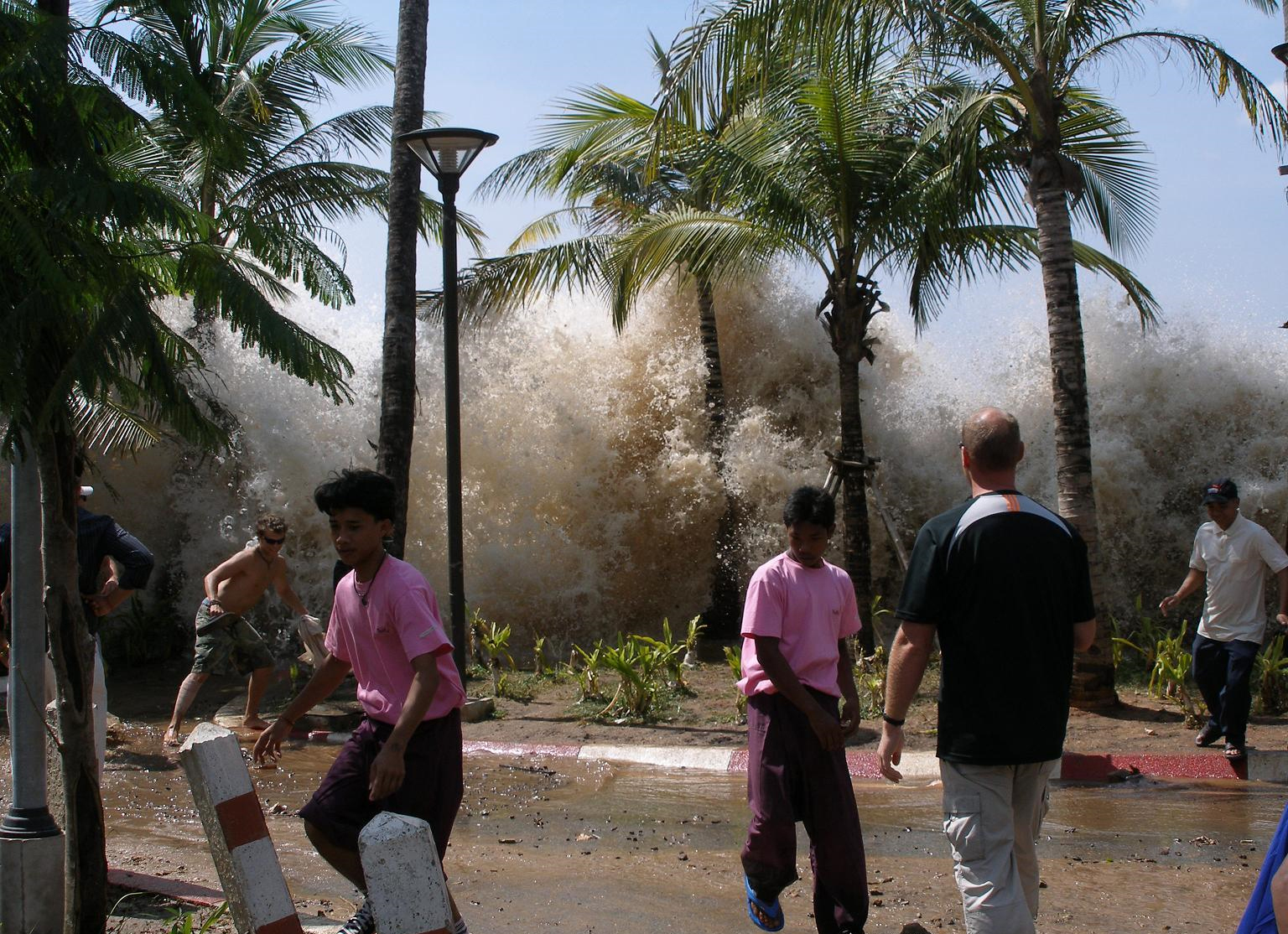
Tsunami i Thailand 2004.
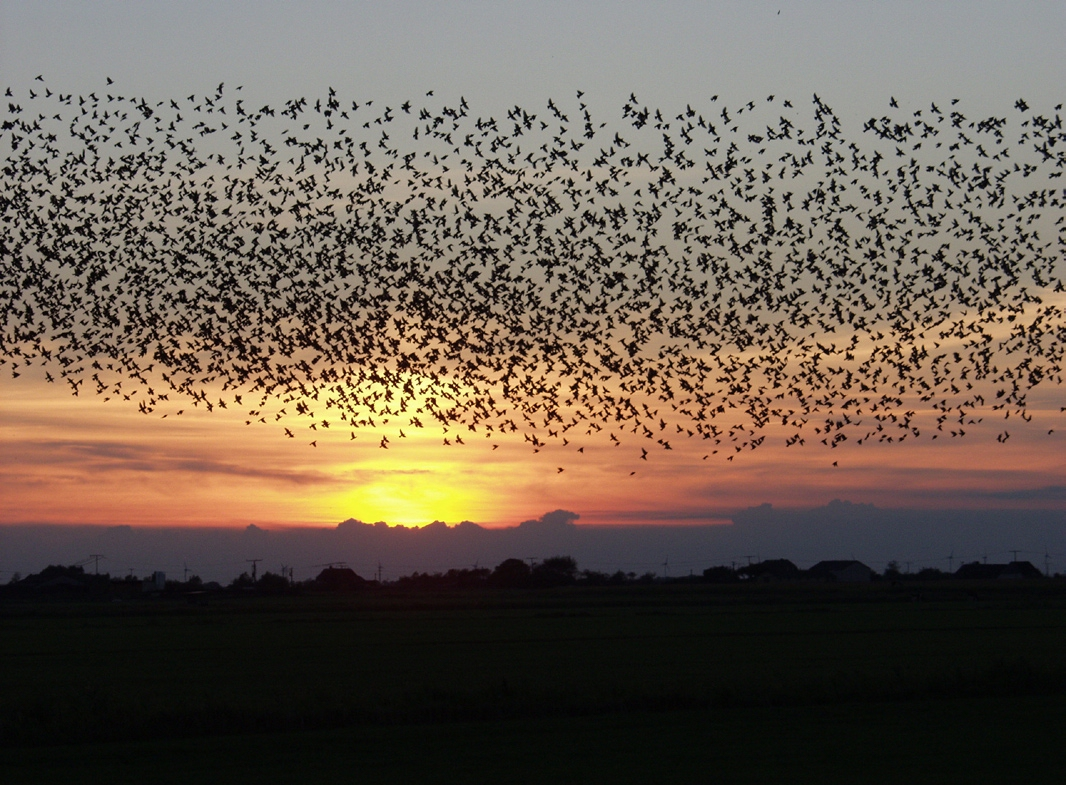
Murmuratiom.
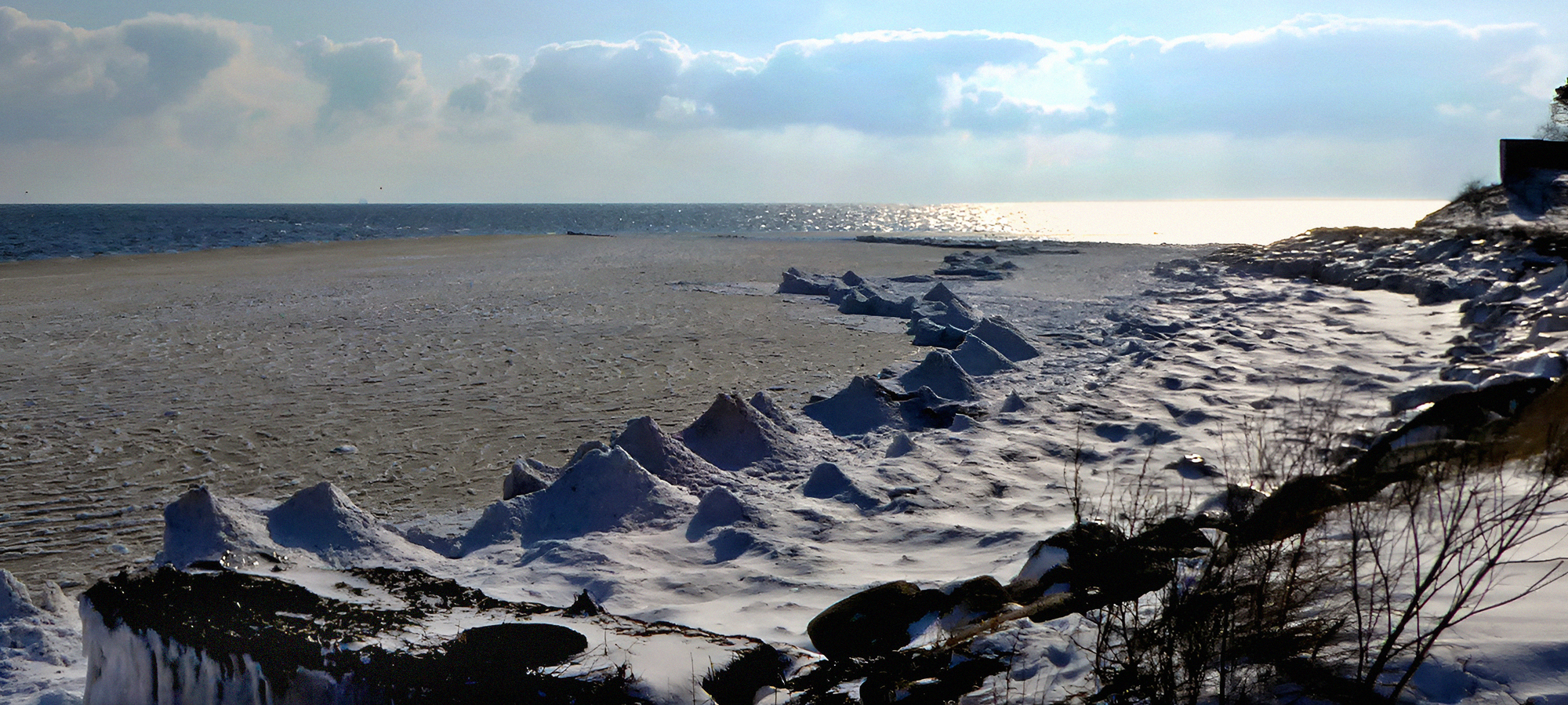
Isvulkan.